# Aspasio
Aspasio (en griego clásico: Ἀσπάσιος; c. 80 - c. 150) fue un filósofo peripatético, comentador de Aristóteles.
Boecio, quien se refiere a sus obras con frecuencia, dice que Aspasio escribió comentarios sobre la mayor parte de las obras de Aristóteles. Los siguientes comentarios se mencionan expresamente: al De interpretatione, a la Physica, a la Metaphysica, al libro de las Categorías y a la Ética a Nicómaco. Una parte del Comentario a la Ética a Nicómaco (los libros I, II, IV, VII y VIII) se conserva hoy en día. El texto griego de este comentario ha sido publicado en Commentaria in Aristotelem Graeca, vol. 19.1. Tales fragmentos se destacan como el comentario más antiguo que se conserva sobre cualquier obra de Aristóteles.
A partir de Porfirio, quien también afirma que Aspasio escribió comentarios sobre Platón, conocemos que sus comentarios sobre Aristóteles fueron utilizados en la escuela de Plotino. Alberto Magno en su comentario a la Política de Aristóteles también se refiere a un escrito de Aspasio sobre las pasiones naturales (Libellus de naturalibus Passionibus).